# Каменский сельсовет (Курская область)
Каменский сельсовет — сельское поселение в Обоянском районе Курской области Российской Федерации.
Административный центр — село Каменка.

## История
Статус и границы сельского поселения установлены Законом Курской области от 21 октября 2004 года № 48-ЗКО «О муниципальных образованиях Курской области»

## Население
| 2002 | 2010  | 2012 | 2013 | 2014 | 2015 | 2016 |
| ---- | ----- | ---- | ---- | ---- | ---- | ---- |
| 664  | ↗1064 | ↘990 | ↘946 | ↘934 | ↘905 | ↘900 |
| 2017 | 2018  | 2019 | 2020 | 2021 |      |      |
| →900 | ↘872  | ↘865 | ↘846 | ↗913 |      |      |

## Состав сельского поселения
| № | Населённый пункт | Тип населённого пункта       | Население |
| - | ---------------- | ---------------------------- | --------- |
| 1 | Бегичево         | село                         | ↘124      |
| 2 | Бушмено          | село                         | ↘251      |
| 3 | Гремячка         | деревня                      | ↘32       |
| 4 | Каменка          | село, административный центр | ↘391      |
| 5 | Картамышево      | село                         | ↘91       |
| 6 | Коптево          | деревня                      | ↘64       |
| 7 | Шмырево          | деревня                      | ↘111      |